# Peniophora bonariensis
Peniophora bonariensis är en svampart som beskrevs av C.E. Gómez 1976. Peniophora bonariensis ingår i släktet Peniophora och familjen Peniophoraceae.   Inga underarter finns listade i Catalogue of Life.